# اتک‌لی (قره‌عیسی‌لی)
اتک‌لی (به ترکی استانبولی: Etekli) یک منطقهٔ مسکونی در ترکیه است که در کارایسالی واقع شده‌است.